# Кубинский земляной удав
Кубинский земляной удав (лат. Tropidophis melanurus) — вид неядовитых змей из семейства земляных удавов.
Общая длина колеблется от 80 см до 1 м. Голова широкая, морда немного заострённая. Глаза среднего размера. Туловище крепкое. Особи сильно отличаются друг от друга, есть несколько типовых форм расцветок. Самая обычная — коричневая с тёмными пятнами вдоль спины. Оранжевая форма — одна из самых ярко окрашенных. Кончик хвоста жёлтый и может служить приманкой для мелкой добычи.
Любит леса, парки, усадьбы, встречается обычно под брёвнами, обломками и прочим мусором. Активен ночью. Питается лягушками, ящерицами, птицами и мелкими грызунами.
Это живородящая змея. Самки рождают до 10 детёнышей.
Обитает на островах Куба и Навасса.